# Danny Granger
Danny Granger Jr. (Nueva Orleans, Luisiana, 20 de abril de 1983) es un exjugador de baloncesto estadounidense que disputó 10 temporadas en la NBA. Con 2,06 metros de estatura, jugaba en la posición de alero.

## Carrera

### Instituto
Asistió al instituto Grace King High School en Metairie (Luisiana), donde, en su año sénior, promedió 24,3 puntos, 12 rebotes y 5,5 tapones por encuentro.

### Universidad
[actualizar]

#### Estadísticas
| Año     | Equipo     | PJ | PT | MPP  | %TC  | %3P  | %TL  | RPP | APP | ROB | TPP | PPP  |
| ------- | ---------- | -- | -- | ---- | ---- | ---- | ---- | --- | --- | --- | --- | ---- |
| 2001–02 | Bradley    | 21 | 17 | 24.6 | .446 | .176 | .790 | 7.1 | .7  | 1.3 | 2.4 | 11.1 |
| 2002–03 | Bradley    | 14 | 13 | 27.1 | .518 | .300 | .684 | 7.9 | 1.1 | 1.4 | 1.4 | 19.2 |
| 2003–04 | New Mexico | 22 | 22 | 32.0 | .491 | .333 | .760 | 9.0 | 2.1 | 1.3 | 1.4 | 19.5 |
| 2004–05 | New Mexico | 30 | 30 | 30.0 | .524 | .433 | .755 | 8.9 | 2.4 | 2.1 | 2.0 | 18.8 |
| Total   | Total      | 95 | 82 | 28.4 | .496 | .366 | .752 | 8.2 | 1.6 | 1.6 | 1.9 | 16.7 |

### NBA

#### Indiana Pacers (2005-2014)
Granger fue seleccionado por los Indiana Pacers en la 17.ª posición del Draft de la NBA de 2005. Ya en su primera temporada como rookie, Granger disputó 78 partidos, con un promedio de 7.5 puntos y 4.9 rebotes.
Para la temporada 2006-07, con la marcha de Pedja Stojaković y la llegada de Al Harrington, Granger pasó a ser el alero titular de los Pacers, siendo posteriormente sexto hombre. Pero en enero de 2007, con el traspaso de Harrington a Golden State Warriors, Granger aumentó su presencia y prestaciones para con el equipo, promediando 13.9 puntos por partido.
En la temporada 2007-08, Granger ya promediaba 19 puntos por partido, y en octubre de 2008, los Pacers extendieron su contrato por 5 años, cobrando casi 10 millones de dólares que irían ascendiendo desde la temporada 2009-10 hasta la 2013-14, que pasaría a convertirse en agente libre.
Para la 2008-09, Granger batió su récord personal marcando 42 puntos en un partido contra Detroit Pistons en diciembre de 2008, lo cual repetiría en enero de 2009 contra Golden State. Ese mes se anunció su inclusión en el All-Star Game de la NBA 2009, integrando los reservas de la Confederación Este. Para el final de temporada, Granger había aumentado muchísimo su rendimiento en sus 4 temporadas como profesional.
Pero la siguiente temporada fue mucho más desafortunada, las lesiones le lastraron, pero eso no impidió que volviera a batir su récord de puntos, al anotar 44 puntos contra Utah Jazz.
En verano de 2010, Granger fue convocado por la selección de baloncesto de Estados Unidos para el Mundial de Turquía 2010, que los americanos ganaron venciendo a Turquía, los anfitriores, en la final.
Con los Pacers alcanzó los playoffs en las temporadas 2010-2011 (en la que fueron apeados en primera ronda) y la 2011-2012, finalizando en esta última terceros en la Conferencia Este por detrás de Chicago y Miami. En esta última, lograron derrotar a los Magic en 1.ª ronda (3-1) para ser eliminados por los invencibles Heat en unas semifinales únicas, en las cuales tuvieron al equipo de Florida contra las cuerdas poniendo un 2-1 que al final remontarían de la mano de LeBron para finalizar con un 4-2. Granger fue el mejor jugador de Indiana, aunque se lesionó en uno de los partidos de playoffs contra Miami, y los Pacers, sin su pilar más importante, no pudieron hacer nada contra un Miami que finalmente acabó proclamándose campeón de la NBA.
En pretemporada jugó muy pocos partidos debido a una lesión en la rodilla que le ha tenido fuera de las canchas durante varios meses. A pesar de su ausencia, Indiana se ha mantenido en la segunda posición de la tabla en la conferencia Este, con una rocosa defensa, y con un gran protagonismo ofensivo de Paul George, George Hill y David West. A finales de febrero de 2013, después del All Star, disputó su primer partido ante los Pistons, partido en el cual acabó con 2 puntos. Cuando Granger anotó su primer punto de la temporada, fue muy celebrado por sus compañeros de equipo. Más tarde, volvió a jugar un partido en casa ante los Clippers, en el cual anotó 12 puntos. Es el mejor tirados de Indiana Pacers y su presencia en pista puede aportar aún más potencial a esta franquicia. Actualmente sigue con su recuperación, disputando pocos minutos para que obtenga algo de rodaje, ya que ha estado ausente desde verano.
Después de disputar pocos partidos con minutos limitados, se resintió de los dolores en la rodilla. Días más tarde se confirmó que el 33 de los Pacers no jugará más en esta temporada y será operado de la rodilla para que la próxima campaña se encuentre en perfectas condiciones. A pesar de ello, su equipo se clasificó para los Playoffs.
El 20 de febrero de 2014, fue traspasado en el último momento a Philadelphia a cambio de Evan Turner y Lavoy Allen. Seis días después de ser traspasado, Granger fue liberado por los 76ers.

#### Los Angeles Clippers (2014)
El 28 de febrero de 2014, firmó con Los Angeles Clippers, por el resto de la temporada.

#### Miami Heat (2014-2015)
En julio de 2014, firmó un contrato como agente libre con los Miami Heat.

#### Retirada (2015)
El 19 de febrero de 2015, Granger fue traspasado a los Phoenix Suns en un acuerdo entre tres equipos que involucró a Miami Heat y los New Orleans Pelicans. Sin embargo no llegó a jugar con los Suns por problemas en las rodillas. El 9 de julio es traspasado a Detroit Pistons, junto a Reggie Bullock y Marcus Morris. Se quedó en Arizona rehabilitándose de sus lesiones, y el 26 de octubre fue cortado por los Pistons. Esto supuso el final de su carrera deportiva.

### Selección nacional
En 2010 formó parte de la selección estadounidense que se llevó el oro en el Mundial de Turquía.

## Estadísticas de su carrera en la NBA

### Temporada regular
| Año      | Equipo        | PJ  | PT  | MPP  | %TC   | %3P  | %TL  | RPP | APP | ROB | TPP | PPP  |
| -------- | ------------- | --- | --- | ---- | ----- | ---- | ---- | --- | --- | --- | --- | ---- |
| 2005-06  | Indiana       | 78  | 17  | 22.6 | .462  | .323 | .777 | 4.9 | 1.2 | .7  | .8  | 7.5  |
| 2006-07  | Indiana       | 82  | 57  | 34.0 | .459  | .382 | .803 | 4.6 | 1.4 | .8  | .7  | 13.9 |
| 2007-08  | Indiana       | 80  | 80  | 36.0 | .446  | .404 | .852 | 6.1 | 2.1 | 1.2 | 1.1 | 19.6 |
| 2008-09  | Indiana       | 67  | 66  | 36.2 | .447  | .404 | .878 | 5.1 | 2.7 | 1.0 | 1.4 | 25.8 |
| 2009-10  | Indiana       | 62  | 62  | 36.7 | .428  | .361 | .848 | 5.5 | 2.8 | 1.5 | .8  | 24.1 |
| 2010-11  | Indiana       | 79  | 79  | 35.0 | .425  | .386 | .848 | 5.4 | 2.6 | 1.1 | .8  | 20.5 |
| 2011-12  | Indiana       | 62  | 62  | 33.3 | .416  | .381 | .873 | 5.0 | 1.8 | 1.0 | .6  | 18.7 |
| 2012-13  | Indiana       | 5   | 0   | 14.8 | .286  | .200 | .625 | 1.8 | .6  | .4  | .2  | 5.4  |
| 2013-14  | Indiana       | 29  | 2   | 22.5 | .359  | .330 | .962 | 3.6 | 1.1 | .3  | .4  | 8.3  |
| 2013-14  | L.A. Clippers | 12  | 0   | 16.2 | .429  | .353 | .857 | 2.3 | .7  | .3  | .3  | 8.0  |
| 2014-15  | Miami         | 30  | 6   | 20.4 | .401  | .357 | .757 | 2.7 | .6  | .4  | .2  | 6.3  |
| Total    | Total         | 574 | 431 | 31.5 | .434  | .380 | .848 | 4.9 | 1.9 | 1.0 | .8  | 16.8 |
| All-Star | All-Star      | 1   | 0   | 11.0 | 1.000 | .000 | .000 | 1.0 | .0  | 2.0 | .0  | 2.0  |

### Playoffs
| Año   | Equipo        | PJ | PT | MPP  | %TC  | %3P  | %TL   | RPP | APP | ROB | TPP | PPP  |
| ----- | ------------- | -- | -- | ---- | ---- | ---- | ----- | --- | --- | --- | --- | ---- |
| 2006  | Indiana       | 6  | 3  | 27.0 | .529 | .563 | 1.000 | 5.2 | 1.7 | .7  | 1.2 | 8.2  |
| 2011  | Indiana       | 5  | 5  | 36.6 | .478 | .348 | .875  | 5.6 | 3.2 | 1.2 | .2  | 21.6 |
| 2012  | Indiana       | 11 | 11 | 38.2 | .397 | .356 | .821  | 5.6 | 2.5 | .5  | .4  | 17.0 |
| 2014  | L.A. Clippers | 13 | 0  | 10.3 | .275 | .227 | .778  | 1.5 | .2  | .5  | .1  | 2.6  |
| Total | Total         | 35 | 19 | 25.7 | .417 | .358 | .842  | 4.0 | 1.6 | .6  | .4  | 10.8 |

## Vida personal
Creció en un hogar religioso de Testigos de Jehová.
Su hermano pequeño, Scotty, es artista musical. Granger es sobrino nieto de la "Reina del Góspel", Mahalia Jackson.
Vive en Scottsdale (Arizona) junto a su mujer y sus tres hijos.